# Кристофер Лојд
Кристофер Ален Лојд (енгл. Christopher Allen Lloyd; Стамфорд, Конетикат; рођен, 22. октобра 1938), амерички је филмски, телевизијски и позоришни глумац. Добитник три награде Еми, од тога једне за серију Пут за Ејвонли.
Најпознатији је по улози др Емета Брауна у филмској трилогији Повратак у будућност, као и по филмовима који су уоквирили његову каријеру као карактерног глумца Лет изнад кукавичјег гнезда, Ко је сместио Зеки Роџеру?, Породица Адамс, Вредности породице Адамс, Звездане стазе III: Потрага за Споком и многим другим. Лојд је такође био номинован и за две награде Сатурн и БИФА награду.